# Comuna Horodîșce, Luțk
Horodîșce (în ucraineană Городище) este o comună în raionul Luțk, regiunea Volînia, Ucraina, formată din satele Horodîșce (reședința), Hrîhorovîci și Martînivka.

## Demografie
Componența lingvistică a satului Horodîșce
     Ucraineană (99,29%)
     Alte limbi (0,71%)
Conform recensământului din 2001, majoritatea populației satului Horodîșce era vorbitoare de ucraineană (99,29%), existând în minoritate și vorbitori de alte limbi.